# Neoconis insulana
Neoconis insulana är en insektsart som först beskrevs av Meinander 1974.  Neoconis insulana ingår i släktet Neoconis och familjen vaxsländor. Inga underarter finns listade i Catalogue of Life.